# Mozartstraße 11 (Weimar)

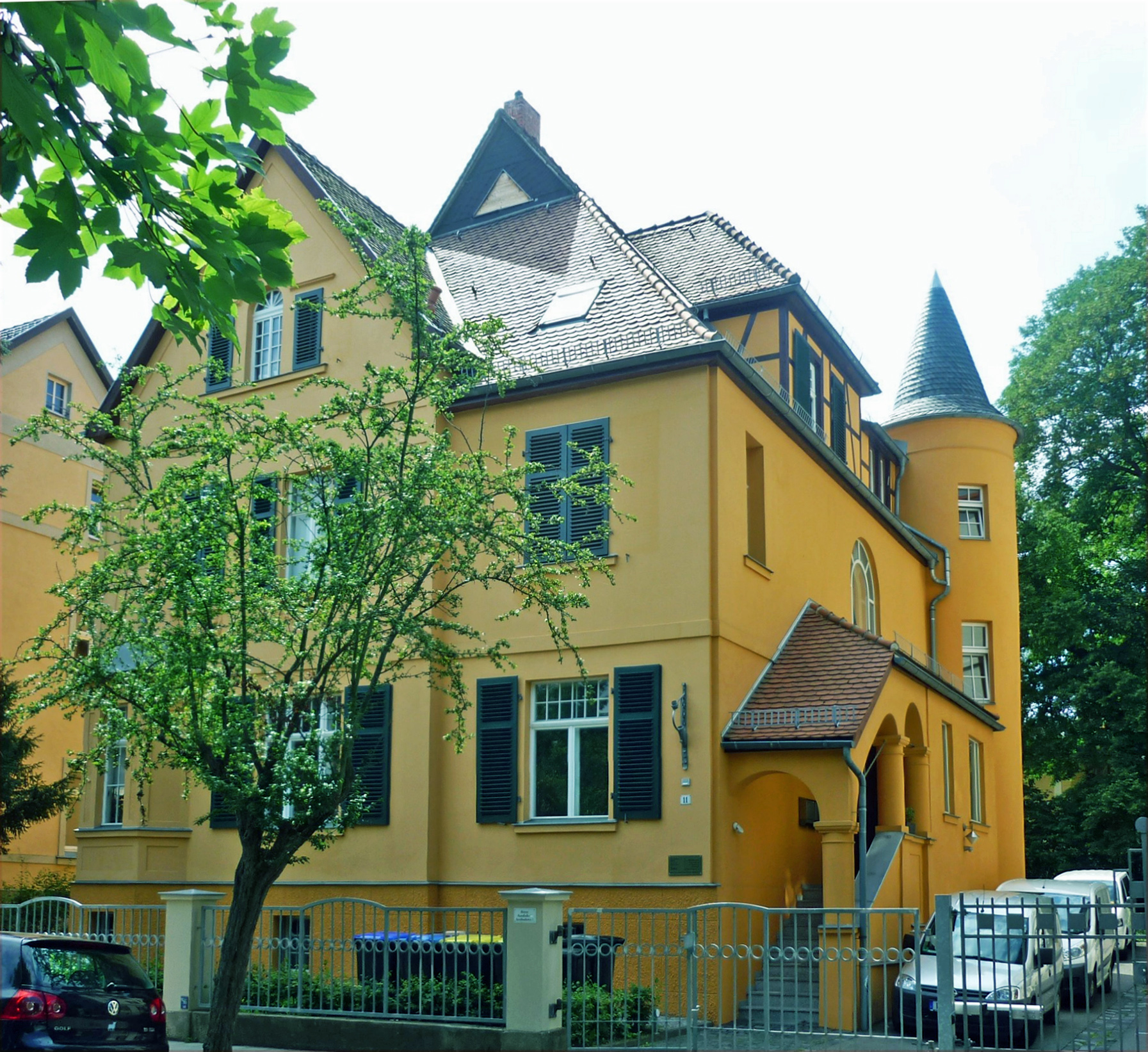
Mozartstraße 11

Die denkmalgeschützte Villa Mozartstraße 11 in Weimar befindet sich in der dortigen Westvorstadt. Zur Erbauungszeit hieß die Mozartstraße Moltkestraße.

## Geschichte und Beschreibung
Das Gebäude entstand 1910 nach dem Entwurf des Maurermeisters Hermann Wadel, der zeitgleich auch das benachbarte Doppelwohnhaus Mozartstraße 13/15 zusammen mit Paul Werschy errichtete. Laut Weimarer Adressbuch von 1912 war die Eigentümerin eine Baumeisterswitwe namens Perrin die das Haus als eine Fremdenpension führte. Als Bewohner verzeichnet das Adressbuch zudem den Kunstmaler Thielemann. Im Weimarer Adressbuch von 1910 ist das Gebäude noch nicht aufgeführt. In dem Gebäude war der Lyriker Robert Hohlbaum wohnhaft.
Das Gebäude im Reformstil ist zweigeschossig und verputzt und zur Straße hin ausgerichtet und um mehr als vier Meter von der Straßenflucht zurückgesetzt. Sein unregelmäßiger Grundriss wirkt malerisch durch seine freie Gliederung der Baukörper, bestimmt durch die Vorbauten wie dem flachen, mit Giebeln versehenen Risalit. Der Hauseingang über einen überdachten Säulengang ist seitlich angeordnet und trägt wesentlich zu diesem Erscheinungsbild bei. Der Risalit mit kreisrundem Grundriss und Kegeldach ist für das Nebentreppenhaus an der Nordwestecke. Die Putzfassaden weisen nur schlichte Zierformen auf. Die Mansarden sind aus Sichtfachwerk. Kennzeichnend für den Reform- oder Landhausstil sind auch die Fensterläden. Zum Teil sind die Aufbauten wie u. a. das Kegeldach des erwähnten kreisrunden Risaliten mit Schieferbedachung ausgeführt.